# Parajassa gorgoniana
Parajassa gorgoniana är en kräftdjursart. Parajassa gorgoniana ingår i släktet Parajassa och familjen Ischyroceridae. Inga underarter finns listade i Catalogue of Life.